# ユリス・コレイア・エ・シルバ
ユリス・コレイア・エ・シルバ（ポルトガル語: José Ulisses de Pina Correia e Silva、ポルトガル語発音: [ʒuˈzɛ uˈlisɨʒ dɨ ˈpinɐ kuˈʁejɐ i ˈsilvɐ]、1962年6月4日 - ）は、カーボベルデの実業家、政治家。同国首相。2016年の議会選挙で民主運動 （MpD）が勝利後、首相に就任した。

## 経歴
1962年、首都プライアで誕生。1988年にリスボン工科大学経済経営学部を卒業後、5年間、唯一の中央銀行であるガーボベルデ銀行で管理部長として勤務。アントニオ・マスカレニャス・モンテイロ政権下で、国務長官や財務大臣を歴任。財務大臣在任中は通貨エスクードに代わり、ユーロを導入し、国内経済に影響を与えた。一時、大臣退任後にはジャン・ピアジェ大学で経済学の教授としての勤務していた。2008年にはプライア市長に選出され、5年後には民主運動の党首に就任。他にもポルトガル語諸国共同体傘下の組織であるアフリカ・アメリカ・アジア首都連合（UCCLA）会長、IDC Africaの社長も務めている。2016年の首相就任後には、IMFの代表者と経済改善について、会談。2020年の選挙でも首相に再選された。
2019年度アフリカ開発会議の際に来日し、日本の安倍晋三首相と会談を行い、エ・シルバは「協力関係を強化したい」と述べた。2020年には、ネルソン・マンデラ国際空港やアミルカル・カブラル国際空港にパナソニック製の出入国管理システム「Zetes（ゼテス）」を導入した。